# Abe Sapien
Abraham "Abe" Sapien er en af personerne fra tegneserien  Hellboy som er tegnet af Mike Mignola. Han arbejder sammen med Hellboy i deres forskning om overnaturlige ting.

## Abe Sapiens skabelse
Abraham Sapien, aka Ichtyo Sapien, blev fundet i en vandtank under sankt trinitans hospital. Han blev flyttet til B.P.R.D hvor der blev gennemført tests på ham, indtil hellboy hev ham op af hans vandtank og dermed blev hans ven for livet.
Abe fungerer som agent for B.P.R.D og er efterhånden blevet en lidt tvetydig karakter. I tegneserien kender man hans fortid som Caul, en vidensbegærlig rigmand der ender med at bliver til søguden Oannes, mens man i filmen kender ham som den synske særlig, med hang til rådne æg og særlig humor.

## Tegneserierne og -filmene

### Hellboy Filmen
Abe Sapien har været med i filmen,  Hellboy, fra 2004, hvor  Hellboy og Abe Sapien skal redde verden fra blandt andet nogle Nazister som er overlevet fra 2. verdenskrig på mystisk vis. Abe Sapien må hjælpe Hellboy med at udradere dem. 
 Læs mere om filmen...

### Hellboy Tegneserierne
Hellboy serierne er tegnet af Mike Mignola som oprindeligt skabte  Hellboy-universet.
 Læs mere om Hellboy tegneserierne

### Abe Sapien tegneserierne
Abe Sapien har også fået sin egen tegneserie i U.S.A.. Den hedder  Drums of Dead af Brian McDonald og Derek Thompson.